# Peliococcus orophilus
Peliococcus orophilus är en insektsart som beskrevs av De Lotto 1964. Peliococcus orophilus ingår i släktet Peliococcus och familjen ullsköldlöss.
Artens utbredningsområde är Tanzania. Inga underarter finns listade i Catalogue of Life.